# Президентские выборы в Чили (1901)
Президентские выборы в Чили проходили в 1901 году по системе выборщиков. Кандидат от Либерального альянса Херман Риеско Эррасурис победил с большим отрывом Педро Монттом, кандидата Коалиции, состоявшей в основном из Консервативной партии.

## Результаты
| Кандидат                | Партия             | Голоса | %      |
| Херман Риеско Эррасурис | Либеральный альянс | 184    | 68,91% |
| ----------------------- | ------------------ | ------ | ------ |
| Педро Монтт             | Коалиция           | 83     | 31,09% |
| Всего                   |                    | 267    | 100%   |